# NGC 1516-1
NGC 1516-1 (ook wel NGC 1516A, NGC 1524) is een balkspiraalstelsel in het sterrenbeeld Eridanus. Het hemelobject werd op 30 januari 1786 ontdekt door de Duits-Britse astronoom William Herschel. Het sterrenstelsel bevindt zich dicht bij NGC 1516-2.

## Synoniemen
- NGC 1524
- NGC 1516A
- MCG -2-11-17
- PGC 14515